# Scydmaenus tarsatus
Scydmaenus tarsatus ist ein Käfer aus der Unterfamilie der Ameisenkäfer in der Familie der Kurzflügler (Staphylinidae). Der stellenweise häufige Käfer wird wegen seiner Kleinheit und seiner wirtschaftlichen Bedeutungslosigkeit wenig beachtet. 

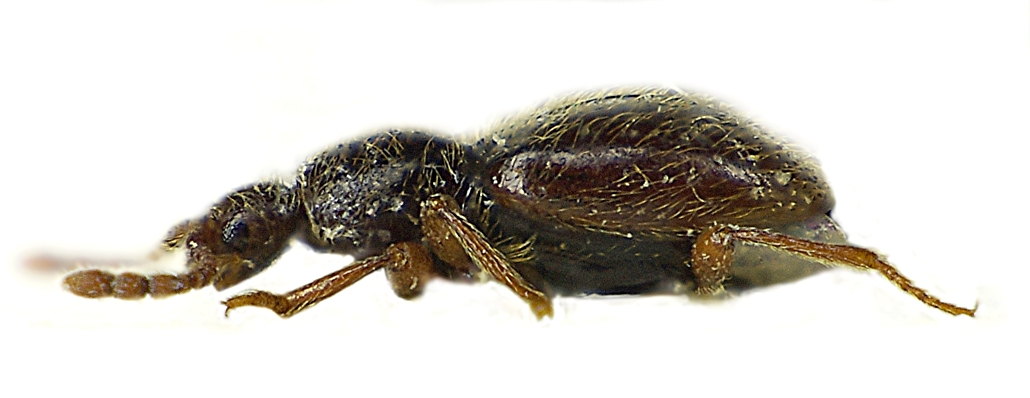
Abb. 2, Seitenansicht

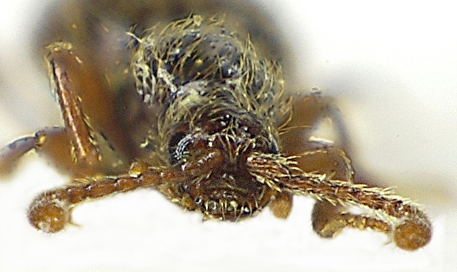
Abb. 3, Frontalansicht

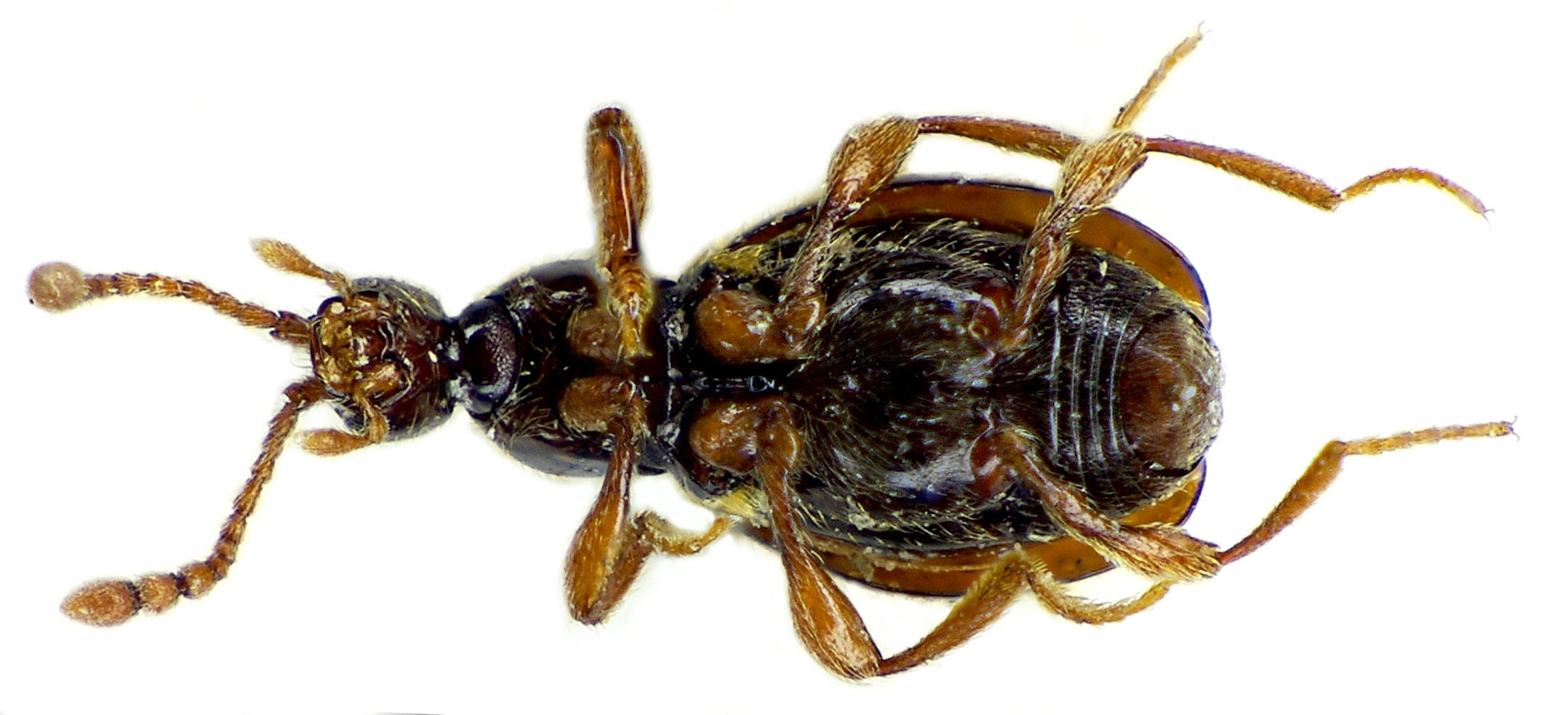
Abb. 4, Unterseite

## Bemerkungen zum Namen und Systematik
Die Art wurde bereits 1802 unter dem Namen Lytta picea von Marsham beschrieben. Die Beschreibung als Scydmaenus tarsatus durch Müller&Kunze erfolgte erst 1822.
Der Artname tarsātus (lateinisch) bedeutet durch die Fußglieder ausgezeichnet. Vorder- und Mitteltarsen sind an der Basis beim Männchen stark, beim Weibchen schwach erweitert. 
Der Gattungsname Scydmāēnus (von altgriechisch σκύδμαινος skýdmainos „mürrisch, finster“) bringt zum Ausdruck, dass die Arten an dunklen Orten vorkommen.
Die Gattung Scydmaenus ist in Europa mit 4 Untergattungen und zwanzig  Arten vertreten.

## Anatomische Merkmale
Der Käfer hat eine relativ konstante Körperlänge von 2,0 bis 2,1 Millimeter. Auch die Farbe variiert wenig. Kopf und Halsschild sind kastanienbraun, die Flügeldecken etwas heller und die Extremitäten sind rotbraun. Der Körper ist etwas abstehend gelblich behaart.
Der Kopf ist von oben gesehen rundlich, die Augen sind groß, rundlich und flach. Die Fühlereinlenkungen liegen zwischen den Augen am Vorderrand des Kopfes. Sie sind nur etwa ein Drittel der Kopfbreite voneinander entfernt. Das erste der elf Fühlerglieder weist eine Besonderheit auf, an der man die Gattung Scydmaenus sicher erkennen kann. Es ist dick und hat oben vorn eine keilförmige Aussparung (bei hoher Auflösung in Abb. 1 am rechten Fühler erkennbar, außerdem von unten in Abb. 4). In dieser Aussparung ist das zweite Fühlerglied eingelenkt, dass sich entsprechend nur nach oben abknicken lässt. Die drei letzten Fühlerglieder bilden eine lockere Keule. Die Schläfen hinter den Augen sind wenig länger als der Augendurchmesser. Stirn und Scheitel sind gemeinsam flach gewölbt.
Die Kiefertaster sind auffallend stark entwickelt. Sie sind viergliedrig. Das große dritte und das kleine vierte Glied bilden eine massige Keule.
Der Halsschild ist etwa so lang wie breit, ungerandet, und nach vorn und an den Seiten stark verrundet. Zur Basis hin verengt sich der Halsschild weniger als zum Kopf hin. Vor der Basis liegen vier deutliche Grübchen.
Die Flügeldecken sind gemeinsam oval, stark gewölbt und ebenfalls nach allen Seiten verrundet. Hinten sind sie einzeln flach abgerundet und bedecken den Hinterleib fast völlig. An der Basis sind sie grubig eingedrückt und seitlich dieser Basalgrube ist je eine Humeralfalte ausgebildet. Die Flügel sind voll entwickelt.
Die Beine sind relativ kurz und kräftig. Die Schenkel sind an der Basis schlank und gegen Ende keulenartig verdickt. Alle Tarsen sind fünfgliedrig. Die Trochanteren der Hinterbeine sind langgestreckt und bei entsprechender Beinhaltung von oben sichtbar. Die Hinterhüften sind weit voneinander getrennt. Sie sind nicht nach außen verlängert (Abb. 4). 
Die seitlich über der Hinterbrust liegenden Chitinplatten (Episternen) sind durch eine tiefe Furche von der Hinterbrust abgetrennt und werden von den Flügeldecken nicht bedeckt. Der Hinterleib hat sechs sichtbare Abschnitte (Sternite, Abb. 4).

## Biologie
Käfer und Larve leben räuberisch. Die Imago kann fliegend geeignete Lebensräume aufsuchen.

## Verbreitung und Vorkommen
Die Art ist in Europa, Nordafrika, Vorderasien und auf den Kanaren verbreitet. In Mitteleuropa findet man sie in warmen Biotopen, beispielsweise in moderndem Stroh, verrotteten Pflanzenresten oder im Kompost.